# Diboruro de circonio
El diboruro de circonio (ZrB2) es un material cerámico refractario altamente covalente con una estructura cristalina hexagonal. ZrB2 es una cerámica de alta temperatura (UHTC) con un punto de fusión de 3246 °C. Esto, junto con su relativamente baja densidad de ~ 6,09 g / cm³ (densidad medida puede ser mayor debido a las impurezas de hafnio) y una buena resistencia a alta temperatura hace que sea un candidato para aplicaciones aeroespaciales de alta temperatura, tales como los sistemas de propulsión de cohetes de vuelo o hipersónicos.
Las piezas de ZrB2 suelen ser prensadas en caliente (presión aplicada al polvo calentado) y luego mecanizadas para darles forma. La sinterización de ZrB2 se ve obstaculizada por la naturaleza covalente del material y la presencia de óxidos superficiales que aumentan el engrosamiento del grano antes de la densificación durante la sinterización. El sinterizado sin presión de ZrB2 es posible con aditivos de sinterización tales como carburo de boro y carbono que reaccionan con los óxidos de superficie para aumentar la fuerza motriz para el sinterizado, pero las propiedades mecánicas se degradan en comparación con el ZrB2 prensado en caliente.
Adiciones de ~ 30 % en volumen de SiC a ZrB2 se añaden a menudo al ZrB2 para mejorar la resistencia a la oxidación a través del SiC creando una capa de óxido protectora - similar a la capa de alúmina protectora del aluminio. 
- Datos: Q4161107